# Stefano Guerrini
Pour les articles homonymes, voir Guerrini.
Stefano Guerrini est un coureur cycliste italien, né le 31 mars 1978 à Brescia.

## Palmarès
- 1998
  - Coppa Cicogna
- 1999
  - Trofeo Sportivi Magnaghesi
  - Gran Premio Somma
  - 3e du Trophée Raffaele Marcoli
- 2000
  - Prologue et 5e étape de la Ronde de l'Isard d'Ariège
  - Giro del Montalbano
  - Tour de Catalogne de l'Avenir :
    - Classement général
    - 2e étape

  - Coppa Fiera di Mercatale
  - 10e du championnat du monde sur route espoirs
- 2004
  - 1re étape du Tour du Maroc
  - 6e étape du Tour du Japon

## Classements mondiaux
| Année           | 2005 |
| --------------- | ---- |
| UCI Europe Tour | 777e |